# 五街镇
五街镇，是中华人民共和国云南省楚雄彝族自治州南华县下辖的一个乡镇级行政单位。

## 行政区划
五街镇下辖以下地区：
五街村、老厂村、大歇厂村、大村坡村、马龙河村、石板河村、迤黑地村、华双村、芹菜塘村、六皮郎村、玉可郎村、六把地村、咪黑们村和中村。